# Titus Kibiego
Titus Kibiego (ur. 3 maja 1996) – kenijski lekkoatleta specjalizujący się w biegach średnich i długich. 
W 2013 zdobył brązowy medal mistrzostw świata juniorów młodszych w biegu na 1500 metrów. Rok później w Eugene został wicemistrzem świata juniorów na dystansie 3000 metrów z przeszkodami.

## Osiągnięcia
| Rok  | Impreza                               | Miejsce | Konkurencja                        | Pozycja    | Wynik   |
| ---- | ------------------------------------- | ------- | ---------------------------------- | ---------- | ------- |
| 2013 | Mistrzostwa świata juniorów młodszych | Donieck | bieg na 1500 metrów                | 3. miejsce | 3:42,97 |
| 2014 | Mistrzostwa świata juniorów           | Eugene  | bieg na 3000 metrów z przeszkodami | 2. miejsce | 8:26,15 |

## Rekordy życiowe
- bieg na 1500 metrów – 3:39,7h (2013)
- bieg na 3000 metrów z przeszkodami – 8:22,46 (2014)